# Better by Far
Better by Far is het tiende album van de Britse progressieve rockband Caravan. Caravan is een van de centrale bands binnen de Canterbury-scene.

## Nummers
1. Feelin' Alright - 3:27 (Pye Hastings)
2. Behind You - 5:01 (Pye Hastings)
3. Better By Far - 3:23 (Pye Hastings)
4. Silver Strings - 3:54 (Geoff Richardson)
5. The Last Unicorn - 5:46 (Geoff Richardson)
6. Give Me More - 4:36 (Pye Hastings)
7. Man In A Car - 5:36 (Jan Schelhaas)
8. Let It Shine - 4:23 (Pye Hastings)
9. Nightmare - 6:15 (Pye Hastings)

## Bezetting
- Pye Hastings, zang, gitaar
- Richard Coughlan, drums
- Jan Schelhaas, orgel, piano, synthesizer
- Dek Messecar, basgitaar, zang
- Geoff Richardson, altviool, gitaar

Gastoptreden van:
- Vicki Brown
- Tony Visconti
- Fiona Hibbert